# 2025년 지진
아래 목록은 2025년 발생한 지진의 목록이다. 이 목록에는 규모 6 이상이거나, 지진으로 인명 피해나 재산 피해가 일어났거나, 기타 신뢰 가능한 출처에서 유력하게 다룬 지진을 수록한다. 지진이 일어난 시각은 전부 협정 세계시로 표기한다.

## 연도별 지진 비교
| 규모    | 2015년 | 2016년 | 2017년 | 2018년 | 2019년 | 2020년 | 2021년 | 2022년 | 2023년 | 2024년 | 2025년 |
| ------- | ------ | ------ | ------ | ------ | ------ | ------ | ------ | ------ | ------ | ------ | ------ |
| 8.0–9.9 | 1      | 0      | 1      | 1      | 1      | 0      | 3      | 0      | 0      | 0      | 1      |
| 7.0–7.9 | 18     | 16     | 6      | 16     | 9      | 9      | 16     | 11     | 19     | 10     | 7      |
| 6.0–6.9 | 127    | 131    | 104    | 118    | 135    | 111    | 141    | 117    | 128    | 90     | 72     |
| 5.0–5.9 | 1,413  | 1,550  | 1,447  | 1,671  | 1,484  | 1,315  | 2,046  | 1,603  | 1,637  | 1,403  | 1,002  |
| 4.0–4.9 | 13,777 | 13,700 | 10,544 | 12,782 | 11,897 | 12,135 | 14,643 | 13,707 | 13,816 | 12,169 | 7,679  |
| 총 합   | 15,336 | 15,397 | 12,102 | 14,589 | 13,530 | 13,572 | 16,849 | 15,438 | 15,600 | 13,673 | 8,761  |

감지된 지진 횟수의 증가가 '실제 일어난' 지진 횟수가 증가한 것이라 말할 수는 없다. 인구 증가, 인간 거주 구역의 광역화, 지진 감지 기술의 발전 등으로 인해 유감지진, 즉 감지된 지진의 횟수는 실제 일어난 지진 횟수와는 상관없이 계속 늘어날 수 있다.

## 사망자수 순 지진
| 순위 | 사망자수  | 규모 | 진앙                         | MMI          | 진원 깊이 (km) | 날짜     | 지진               |
| ---- | --------- | ---- | ---------------------------- | ------------ | -------------- | -------- | ------------------ |
| 1    | 5,456명   | 7.7  | 미얀마 사가잉도              | X (Extreme)  | 10.0           | 3월 28일 | 2025년 미얀마 지진 |
| 2    | 126~400명 | 7.1  | 중화인민공화국 티베트 자치구 | IX (Violent) | 10.0           | 1월 7일  | 2025년 티베트 지진 |

10명 이상 사망한 지진만 목록에 수록되었다.

## 규모 순 지진
| 순위 | 규모 | 사망자수  | 진앙                                         | MMI 진도          | 깊이 (km) | 날짜     | 문서                   |
| ---- | ---- | --------- | -------------------------------------------- | ----------------- | --------- | -------- | ---------------------- |
| 1    | 8.8  | 1명       | 러시아 캄차카반도 해역                       | VIII (Severe)     | 20.7      | 7월 29일 | 2025년 캄차카반도 지진 |
| 2    | 7.7  | 5,456명   | 미얀마 사가잉도                              | X (Extreme)       | 10.0      | 3월 28일 | 2025년 미얀마 지진     |
| 3    | 7.6  | 0명       | 온두라스 스완 제도 해역                      | V (Moderate)      | 10.0      | 2월 8일  | -                      |
| 4    | 7.4  | 0명       | 칠레 마가야네스이데라안타르티카칠레나주 해역 | V (Moderate)      | 10.0      | 5월 2일  | -                      |
| 4    | 7.4  | 0명       | 러시아 캄차카반도 해역                       | VII (Very Strong) | 10.0      | 7월 20일 | -                      |
| 6    | 7.3  | 0명       | 미국 알래스카주 해역                         | VII (Very Strong) | 20.1      | 7월 16일 | -                      |
| 7    | 7.1  | 126~400명 | 중화인민공화국 티베트 자치구                 | IX (Violent)      | 10.0      | 1월 7일  | 2025년 티베트 지진     |
| 8    | 7.0  | 0명       | 통가 하파이 제도 해역                        | VI (Strong)       | 10.0      | 3월 30일 | -                      |

위 목록은 규모 Mw7.0 이상인 지진만 수록하였다.

## 월별 지진

### 1월
| 날짜 | 진원 위치                                                     | Mw  | 깊이 (km) | MMI  | 주석 | 사상자   | 사상자   |
| 날짜 | 진원 위치                                                     | Mw  | 깊이 (km) | MMI  | 주석 | 사망자수 | 부상자수 |
| ---- | ------------------------------------------------------------- | --- | --------- | ---- | --- | -------- | -------- |
| 1일  | 사우스조지아 사우스샌드위치 제도 사우스샌드위치제도 해역      | 6.1 | 83.0      | IV   | - | -        | -        |
| 2일  | 중화인민공화국 닝샤 후이족 자치구 인촨시 서남서쪽 4 km 지점   | 4.8 | 10.0      | VI   | 인촨시에서 6명이 부상을 입고 7,599채의 건물이 손상되었으며 인근 철도도 일시적으로 운행을 중지했다. | -        | 6        |
| 2일  | 에티오피아 아파르주 아와시 북쪽 36 km 지점                    | 5.1 | 10.0      | IV   | 2024~2025년 에티오피아 군발지진 문서 참조. 지역 군발지진 중 하나이다. 둘레차-아와시펜탈레구 지역에서 주택 30채 이상과 여러 학교가 붕괴되었으며 모스크 1채가 피해를 입었고 땅이 갈라지는 현상이 일어났다. | 2        | 2        |
| 2일  | 중화인민공화국 내몽골 자치구 바옌하오터진 남남동쪽 34 km 지점 | 4.9 | 10.0      | VI   | 진앙 인근에서 건물 1채가 큰 피해를 입고 발코니 한 곳이 붕괴되었으며 여러 건축물이 피해를 입었다. | -        | -        |
| 2일  | 칠레 안토파가스타주 칼라마 북북서쪽 84 km 지점                | 6.1 | 99.0      | V    | 진앙 인근에서 산사태와 정전 피해가 있었다. | -        | -        |
| 4일  | 에티오피아 아파르주 아와시 북쪽 54 km 지점                    | 5.7 | 8.0       | VIII | 2024~2025년 에티오피아 군발지진 문서 참조. 군발지진 활동의 일부이다. 둘레차 지역에서 여러 주택과 상업 건물, 설탕 공장 건물이 붕괴되었다. | -        | 2        |
| 5일  | 엘살바도르 라파스주 라리베르타드 남남동쪽 50 km 해역          | 6.2 | 49.5      | VI   | 산살바도르-우술루탄 지역에서 2명이 부상을 입고 주택 10채와 여러 건물이 피해를 입었으며 산사태 피해도 발생했다. | -        | 2        |
| 6일  | 이란 파르스주 모흐르                                          | 5.2 | 10.0      | VI   | 파라시반드군에서 주택 최소 200채가 붕괴되고 300채 이상이 피해를 입었다. | -        | -        |
| 7일  | 중화인민공화국 티베트 자치구, 로부체 동북쪽 94 km 지점        | 7.1 | 10.0      | IX   | 2025년 티베트 지진 문서 참조. | 126~400  | 351      |
| 7일  | 인도네시아 동누사틍가라주 코모도섬 북북서쪽 27 km 해역        | 5.0 | 10.0      | V    | 비마현에서 주택 1채가 붕괴되었다. | -        | -        |
| 12일 | 멕시코 미초아칸주 아킬라 동남동쪽 21 km 지점                  | 6.2 | 34.0      | VI   | 치니쿠일라에서 벽 붕괴로 2명이 부상을 입었다. 아파트싱간-코알코만-타마술라데고르디아노 지역에서 주택 25채 이상과 여러 건물이 피해를 입었다. 콜리마와 만사니요를 잇는 도로도 산사태로 일시적으로 단절되었다. | -        | 2        |
| 13일 | 에콰도르 과야스주 과야킬 남남동쪽 11 km 지점                  | 5.1 | 82.7      | V    | 엘과보에서 주택 1채가 붕괴되고 1명이 부상을 입었다. 과야킬 지역에서는 건물 141채 이상이 피해를 입었다. | -        | 1        |
| 13일 | 일본 미야자키현 미야자키시 동남쪽 18 km 해역                  | 6.8 | 36.0      | VI   | 2025년 휴가나다 지진 문서 참조. 가고시마현 아이라시, 미야자키현 미야자키시, 오이타현 사이키시에서 총 3명의 부상자가 발생했다. 미야자키현에서는 수도관과 도로가 파손되는 피해가 있었으며 최대 20 cm의 쓰나미가 관측되었다.                                                                                                   | -        | 3        |
| 13일 | 중화인민공화국 티베트 자치구, 로부체 동북쪽 88 km 지점        | 5.1 | 10.0      | VI   | 1월 7일 일어난 규모 M7.0 지진의 여진이다. 이 지진으로 딩르현에서 여러 주택이 붕괴되었다. | -        | -        |
| 13일 | 중화인민공화국 티베트 자치구, 로부체 동북쪽 89 km 지점        | 5.1 | 10.0      | V    | 1월 7일 일어난 규모 M7.0 지진의 여진이다. 이 지진으로 딩르현에서 여러 주택이 붕괴되었다. | -        | -        |
| 13일 | 이란 파르스주 피루자바드 남남서쪽 78 km 지점                  | 4.7 | 10.0      | V    | 데흐람 지역의 10개 마을에서 여러 주택이 붕괴되거나 피해를 입었다. | -        | -        |
| 15일 | 인도네시아 서누사틍가라주 돔푸 남남동쪽 38 km 지점            | 4.9 | 12.0      | IV   | 비마현에서 주택 1채가 심각한 피해를 입었다. | -        | -        |
| 16일 | 인도네시아 동자와주 젬베르 남남동쪽 37 km 지점                | 3.2 | 16.0      | -    | 젬베르현에서 주택 1채가 붕괴되었고 여러 채가 피해를 입었다. | -        | -        |
| 17일 | 인도네시아 서자와주 팔라부한라투 남남동쪽 28 km 지점          | 4.2 | 27.0      | -    | 수카부미현에서 주택 1채가 붕괴되었고 여러 채가 피해를 입었다. | -        | -        |
| 19일 | 포르투갈 아소르스 제도 앙그라두에로이즈무 서북쪽 15 km 해역   | 4.3 | 0.0       | -    | 테르세이라섬에서 여러 벽이 무너지고 주택에 피해를 입었다. | -        | -        |
| 20일 | 타이완 타이난시 위징구 북쪽 12 km 지점                        | 6.0 | 10.0      | VII  | 2025년 자이 지진 문서 참조. 타이난시, 윈린현, 자이현에서 총 50명의 부상자가 발생했다. 난시구, 바이허구, 관톈구, 신화구에서 주택 10채가 붕괴되었고 건물 263채와 학교 257채가 피해를 입었다. 타이난시에서도 일부 건물이 붕괴되었다. 다푸향에서도 벽이 무너지거나 일부 도로가 심각하게 손상되고 낙석이 떨어지는 피해를 입었다. | -        | 50       |
| 22일 | 필리핀 동비사야스 지방 릴로안 동남동쪽 7 km 지점              | 5.7 | 9.0       | VII  | 남레이테주에서 31명이 부상을 입고 주택 6채가 붕괴되었으며 건물 391채가 피해를 입었다. 릴로안-산프란시스코-세인트버나드 지역에서 도로 한 곳이 피해를 입었으며 산사태가 일어났다. | -        | 31       |
| 23일 | 필리핀 잠보앙가반도 지방 시오콘 서남서쪽 9 km 지점            | 5.4 | 10.0      | VI   | 지진으로 학생 15명이 부상을 입었으며 시오콘-잠보앙가 지역에서 잠보앙가 국제공항을 포함한 건물 48채가 피해를 입었으며 정전 피해도 발생했다. | -        | 15       |
| 24일 | 인도네시아 동남술라웨시주 큰다리 서쪽 81 km 해역              | 4.8 | 10.0      | IV   | 콜라카현에서 주택 1채가 붕괴되었고 병원 1채가 피해를 입었다. | -        | -        |
| 25일 | 타이완 타이난시 위징구 북쪽 8 km 지점                         | 5.1 | 10.0      | VI   | 1월 20일 발생한 규모 M6.0 지진의 여진이다. 난시구에서 1명이 부상을 입었으며 둥산구에서 주택과 학교 담장이 붕괴되었고 여러 벽이 피해를 입었으며 일시적으로 정전 피해도 발생했다. | -        | 1        |
| 25일 | 타이완 타이난시 위징구 서남서쪽 4 km 지점                     | 5.2 | 10.0      | VII  | 1월 20일 발생한 규모 M6.0 지진의 여진이다. 난시구에서 주택 1채가 붕괴되었으며 둥산구에서는 주택 10채와 학교가 피해를 입었으며 일시적으로 정전도 발생했다. | -        | -        |
| 27일 | 폴란드 실롱스크주 리브니크 남남서쪽 5 km 지점                 | 3.3 | 1.0       | -    | 라들린에서 광산 사고가 발생해 1명이 사망하고 11명이 부상을 입었다. | 1        | 11       |
| 29일 | 인도네시아 동남술라웨시주 큰다리 서쪽 75 km 해역              | 5.0 | 9.2       | VII  | 동콜라카현에서 주택 3채가 붕괴되고 건물 169채가 피해를 입었다. | -        | -        |
| 30일 | 타이완 타이난시 위징구 동북동쪽 13 km 지점                    | 5.1 | 10.0      | V    | 1월 20일 일어난 지진의 여진이다. 타이난시에서 빌딩 2채의 발코니가 무너지고 차량 2대가 피해를 입었다. | -        | -        |
| 31일 | 에콰도르 나포주 아르치도나 서북서쪽 39 km 지점                | 5.5 | 10.0      | VI   | 지진으로 3명이 부상을 입었으며 키토-테나-엘차코-키호스군 지역에서 여러 정전 피해가 발생했다. | -        | 3        |

### 2월
| 날짜 | 진원 위치                                            | Mw  | 깊이 (km) | MMI | 주석 | 사상자   | 사상자   |
| 날짜 | 진원 위치                                            | Mw  | 깊이 (km) | MMI | 주석 | 사망자수 | 부상자수 |
| ---- | ---------------------------------------------------- | --- | --------- | --- | --- | -------- | -------- |
| 3일  | 튀니지 시디부지드주 메주나 서쪽 21 km 지점           | 4.8 | 10.0      | VII | 지진으로 3명이 부상을 입었으며 메크나시에서 공장 건물이 붕괴되고 건물 5채가 피해를 입었다.                                   | -        | 3        |
| 4일  | 그리스 남에게주 산토리니 동북동쪽 12 km 해역         | 5.3 | 10.0      | VII | 2025년 산토리니 군발지진 문서 참조.                                                                                          | -        | -        |
| 7일  | 대한민국 충청북도 충주시 북서쪽 22km 지역            | 3.1 | 9.0       | V   | 충주시에서 최대진도 V를 감지했다. 피해는 없다.                                                                               | -        | -        |
| 8일  | 온두라스 스완 제도, 케이맨 제도 남남서쪽 209 km 해역 | 7.6 | 10.0      | V   | 온두라스 및 벨리즈 일부 지역의 건물이 피해를 입고 정전 피해가 발생했다. 멕시코 무헤레스섬에서 최대 3 cm의 쓰나미가 발생했다. | -        | -        |
| 11일 | 크로아티아 자다르주 스타리그라드 동북쪽 7 km 지점    | 4.6 | 10.0      | V   | 포세다레-비네라츠-파그섬 지역에서 일부 부상자가 발생했고 여러 주택과 교회 3채가 피해를 입었다.                               | -        | 다수     |
| 14일 | 에티오피아 오로미아주 메타하라 북북동쪽 8 km 지점    | 5.9 | 10.0      | VII | 2024~2025년 에티오피아 군발지진 문서 참조.                                                                                   | -        | -        |
| 23일 | 솔로몬 제도 테모투주 라타 동남쪽 80 km 해역          | 6.0 | 36.0      | V   | - | -        | -        |
| 25일 | 인도네시아 북술라웨시주 모디시 동쪽 56 km 해역       | 6.1 | 10.0      | V   | 동볼랑몽고도우현에서 주택 11채와 교회 1채가 피해를 입었다.                                                                   | -        | -        |
| 27일 | 폴란드 돌니실롱스크주 폴코비체 동남쪽 5 km 지점      | 4.7 | 4.2       | V   | 폴코비체의 광산에서 1명이 부상을 입었다.                                                                                     | -        | 1        |
| 27일 | 네팔 바그마티주 코다리 남쪽 14 km 지점               | 5.5 | 10.0      | VI  | 신드후팔초크구에서 죄수 1명이 공황으로 부상을 입었고 그 외 총 6명이 부상을 입었다. 코다리 경찰서가 피해를 입었다.            | -        | 6        |

### 3월
| 날짜 | 진원 위치                                                    | Mw  | 깊이 (km) | MMI  | 주석 | 사상자   | 사상자   |
| 날짜 | 진원 위치                                                    | Mw  | 깊이 (km) | MMI  | 주석 | 사망자수 | 부상자수 |
| ---- | ------------------------------------------------------------ | --- | --------- | ---- | --- | -------- | -------- |
| 4일  | 필리핀 다바오 지방 마그사이사이 남남서쪽 5 km 지점           | 5.0 | 16.6      | VI   | 남다바오주 여러 지역에서 정전이 발생했고 학생 10명이 입원했다. | -        | 10       |
| 4일  | 미얀마 에야워디도 머우빈 서북쪽 18 km 지점                   | 5.1 | 10.0      | VI   | 지진으로 여러 주택과 사원, 불탑이 붕괴되었고 진앙지를 중심으로 여러 불교 사원이 타격을 입었다.                                                                               | -        | -        |
| 6일  | 칠레 안토파가스타주 산페드로데아타카마 서남서쪽 103 km 지점  | 6.1 | 93.5      | VI   | 진앙 인근 광산에서 낙석과 케이블 절단 사고가 발생했다. | -        | -        |
| 7일  | 인도네시아 남술라웨시주 마삼바 동쪽 80 km 지점               | 5.0 | 10.0      | VII  | 동루우현에서 모스크 1채가 붕괴되고 학교 2채와 주택 1채가 피해를 입었다. | -        | -        |
| 7일  | 필리핀 소크사르젠 지방 바니실리안 북북서쪽 3 km 지점         | 4.7 | 10.0      | VI   | 와오에서 2명이 부상을 입고 주택 564채 이상이 붕괴되었으며 건물 69채가 피해를 입었다.                                                                                         | -        | 2        |
| 8일  | 아르메니아 로리주 고가란 동북동쪽 4 km 지점                  | 4.4 | 9.5       | VI   | 아르티크-스피타크 지역에서 주택 1채가 붕괴되고 빌딩 1채가 피해를 입었다. | -        | -        |
| 10일 | 노르웨이 스발바르 얀마옌 제도 올롱킨뷔엔 북북동쪽 36 km 해역 | 6.5 | 10.0      | VIII | - | -        | -        |
| 11일 | 이라크 다후크주, 추쿠르자 동쪽 37 km 지점                    | 4.6 | 10.0      | VI   | 튀르키예 윅세코바구에서 주택 최소 20채가 붕괴되었고 여러 건물이 피해를 입었다.                                                                                               | -        | -        |
| 12일 | 키르기스스탄 오시주 오시 서북서쪽 3 km 지점                  | 4.6 | 10.0      | VI   | 카라수구-알라이구 지역에서 건물 1채가 붕괴되었고 39채가 피해를 입었다. | -        | -        |
| 13일 | 이탈리아 캄파니아주 바콜리 동남동쪽 3 km 해역                | 4.2 | 10.0      | VI   | 나폴리 지역에서 11명이 부상을 입고 교회를 포함한 여러 건물이 피해를 입었다.                                                                                                  | -        | 11       |
| 14일 | 인도네시아 서자와주 팔라부한라투 서남서쪽 55 km 해역         | 4.9 | 63.7      | V    | 레바크현에서 주택 1채가 붕괴되었다. | -        | -        |
| 14일 | 사우스조지아 사우스샌드위치 제도 사우스샌드위치 제도 해역    | 6.0 | 35.4      | IV   | - | -        | -        |
| 15일 | 멕시코 오아하카주 산미겔아치우틀라 동남동쪽 5 km 지점        | 5.6 | 63.6      | IV   | 멕시코시티에서 4명이 부상을 입고 가스 누출 사고가 발생했다. | -        | 4        |
| 17일 | 인도네시아 북수마트라주 시볼가 동북동쪽 43 km 지점           | 5.4 | 50.5      | V    | 지진으로 북타파누리현에서 2명이 사망하고 1명이 부상을 입었으며 건물 2채가 붕괴되고 2채가 산사태로 파묻혔으며 18채가 피해를 입고 산사태로 도로 곳곳이 막히는 피해가 발생했다. | 2        | 1        |
| 17일 | 칠레 코킴보주 코킴보 남남동쪽 13 km 지점                     | 5.3 | 67.9      | V    | 라세레나에서 건물 1채가 붕괴되었고 코킴보에서 싱크홀이 일어나는 피해가 발생했다.                                                                                             | -        | -        |
| 21일 | 이란 이스파한주 아르데스탄 서북서쪽 30 km 지점               | 4.8 | 10.0      | VII  | 나탄즈 지역에서 여러 주택과 캐러밴서라이이 붕괴되었고 여러 건물이 피해를 입었다.                                                                                             | -        | -        |
| 21일 | 파나마 치리키주 부리카 남남동쪽 120 km 해역                  | 6.2 | 10.0      | V    | 치리키주, 에레라주, 베라과스주에서 건물 총 13채가 피해를 입었다. | -        | -        |
| 21일 | 미국 알래스카주 에이덱 남남동쪽 85 km 해역                   | 6.2 | 17.0      | IV   | - | -        | -        |
| 25일 | 뉴질랜드 사우스랜드 지방 리버턴 서남서쪽 164 km 해역         | 6.7 | 21.0      | V    | 지진으로 피오르드랜드 서남부에서 최대 10 cm의 쓰나미가 관측되었다. | -        | -        |
| 25일 | 인도네시아 서자와주 싱가파르나 남남서쪽 76 km 해역           | 4.6 | 68.5      | IV   | 치파투자에서 주택 1채가 붕괴되고 9채가 피해를 입었다. | -        | -        |
| 28일 | 대서양 중앙 해령 중부 해역                                   | 6.1 | 10.0      | V    | 17시간 후 일어난 규모 M6.6 지진의 전진이다. | -        | -        |
| 28일 | 미얀마 사가잉도 사가잉 남남동쪽 14 km 지점                   | 7.7 | 10.0      | X    | 2025년 미얀마 지진 문서 참조. | 5,456    | 11,404   |
| 28일 | 미얀마 사가잉도 사가잉 남쪽 18 km 지점                       | 6.7 | 10.0      | VIII | 12분 전 일어난 규모 M7.7의 여진이다. 만달레와 사가잉의 여러 건물에 추가 피해가 발생했다.                                                                                     | -        | -        |
| 28일 | 대서양 중앙 해령 중부 해역                                   | 6.6 | 6.4       | V    | - | -        | -        |
| 30일 | 인도네시아 아체주 반다아체 남쪽 12 km 지점                   | 5.1 | 10.0      | IV   | 반다아체에서 1명이 부상을 입었다. | -        | 1        |
| 30일 | 통가 하파이 제도 팡가이 남남동쪽 79 km 해역                  | 7.0 | 10.0      | VI   | 지진으로 니우에 알로피에서 최대 5 cm, 통가 누쿠알로파에서 최대 1 cm의 쓰나미를 관측했다.                                                                                     | -        | -        |
| 30일 | 통가 하파이 제도 팡가이 동남쪽 85 km 해역                    | 6.2 | 17.0      | IV   | 3시간 전 일어난 규모 M7.0 지진의 여진이다. | -        | -        |
| 31일 | 미얀마 사가잉도 사가잉 동북쪽 4 km 지점                      | 4.1 | 10.0      | I    | 2025년 미얀마 지진의 여진이다. 이 지진으로 약해져 있던 만달레의 여러 건물이 붕괴되었다.                                                                                      | -        | -        |

### 4월
| 날짜 | 진원 위치                                              | Mw  | 깊이 (km) | MMI  | 주석 | 사상자   | 사상자   |
| 날짜 | 진원 위치                                              | Mw  | 깊이 (km) | MMI  | 주석 | 사망자수 | 부상자수 |
| ---- | ------------------------------------------------------ | --- | --------- | ---- | --- | -------- | -------- |
| 2일  | 태평양-남극 해령                                       | 6.3 | 10.0      | -    | - | -        | -        |
| 2일  | 일본 가고시마현 니시노오모테시 동북동쪽 54 km 해역     | 6.2 | 26.0      | V    | - | -        | -        |
| 3일  | 레이캬비크 해령                                        | 6.9 | 10.0      | -    | - | -        | -        |
| 4일  | 네팔 카르날리주 다일레크 동북동쪽 32 km 지점           | 4.9 | 10.0      | IV   | 자자르콧구-칼리콧구-서루쿰구 지역에서 8명이 부상을 입고 여러 주택이 붕괴되었으며 정부청사 일부가 피해를 입었다.                                                   | -        | 8        |
| 4일  | 파푸아뉴기니 동뉴브리튼주 킴베 동남동쪽 181 km 해역    | 6.9 | 10.0      | VI   | - | -        | -        |
| 10일 | 인도네시아 서자와주 보고르 남쪽 7 km 지점              | 3.9 | 10.0      | -    | 보고르 지역에서 1명이 부상을 입고 주택 4채가 붕괴되었으며 35채가 피해를 입었으며 학교를 포함한 여러 건물이 피해를 입었다.                                         | -        | 1        |
| 12일 | 파푸아뉴기니 뉴아일랜드주 코코포 동남동쪽 105 km 해역  | 6.1 | 62.0      | V    | - | -        | -        |
| 13일 | 미얀마 만달레도 메이틸라 북북동쪽 34 km 지점           | 5.5 | 7.7       | VII  | 2025년 미얀마 지진의 여진으로 만달레-탁꼰구 지역에서 여러 주택과 댐이 붕괴되었다.                                                                                 | -        | -        |
| 13일 | 타지키스탄 공화국 직할구 라스트군 동쪽 25 km 지점      | 5.8 | 12.6      | VII  | 라스트-토지코보드군 지역에서 1명이 사망했고 주택 94채가 붕괴되었으며 314채가 피해를 입었다.                                                                       | 1        | -        |
| 13일 | 피지 제도 남쪽 해역                                    | 6.5 | 271.0     | III  | - | -        | -        |
| 16일 | 동남인도양 해령 해역                                   | 6.6 | 10.0      | -    | - | -        | -        |
| 16일 | 멕시코 할리스코주 사포틸틱 동쪽 5 km 지점              | 4.4 | 35.0      | V    | 엘포블라도-툭스판 지역에서는 벽 여러 곳이 붕괴되었고 주택 1채가 붕괴되었으며 교회를 포함한 건물 8채가 파손되었고 산사태와 지반 균열도 발생했다.                   | -        | -        |
| 18일 | 일본 나가노현 오마치시 동북동쪽 1 km 지점              | 5.2 | 10.0      | V    | 야마가타촌에서 1명이 부상을 입었다. 오마치시에서는 석조물이 붕괴되었고 주택과 사원 10채가 피해를 입었다. 오가와촌-나가노시에서 주택 100여채가 정전 피해를 입었다. | -        | 1        |
| 21일 | 이란 파르스주 누라바드 동쪽 42 km 지점                 | 4.4 | 10.0      | V    | 아르다칸 마을에서 4명이 부상을 입고 여러 주택이 피해를 입었다. | -        | 4        |
| 22일 | 인도네시아 북술라웨시주-필리핀 사이 북쪽 해역          | 6.2 | 117.8     | IV   | - | -        | -        |
| 23일 | 튀르키예 테키르다주 마르마라에렐리시 동남쪽 21 km 해역 | 6.2 | 10.0      | VIII | 2025년 이스탄불 지진 문서 참조. | 1        | 359      |
| 25일 | 에콰도르 에스메랄다스주 에스메랄다스 동북쪽 20 km 해역 | 6.3 | 35.0      | VII  | 지진으로 에스메랄다스에서 49명이 부상을 입고 주택 254채가 붕괴되었으며 건물 1,150채, 다리 2곳, 도로 40곳이 파손되는 피해를 입었고 정전도 발생했다.                | -        | 49       |
| 29일 | 뉴질랜드 사우스랜드 지방 블러프 서남쪽 286 km 해역     | 6.2 | 10.0      | IV   | - | -        | -        |
| 29일 | 오스트레일리아 매쿼리섬 해역                           | 6.8 | 4.5       | IV   | - | -        | -        |
| 29일 | 폴란드 실롱스크주 글리비체 동남동쪽 10 km 지점         | 3.0 | 1.0       | -    | 루다실롱스카의 광산에서 2명이 부상을 입었다. | -        | 2        |

### 5월
| 날짜 | 진원 위치                                                            | Mw  | 깊이 (km) | MMI  | 주석 | 사상자   | 사상자   |
| 날짜 | 진원 위치                                                            | Mw  | 깊이 (km) | MMI  | 주석 | 사망자수 | 부상자수 |
| ---- | -------------------------------------------------------------------- | --- | --------- | ---- | --- | -------- | -------- |
| 1일  | 이란 호라산에라자비주 토르바테헤이다리에 동남동쪽 35 km 지점         | 4.8 | 10.0      | VI   | 고나바드-로슈카르-타이바드-토르바테헤이다리에 지역에서 최소 29명이 부상을 입고 주택 여러 채가 피해를 입었다.                                                                          | -        | 29       |
| 1일  | 아르헨티나 라리오하주 티노가스타 남쪽 53 km 지점                     | 5.4 | 11.0      | VI   | 지진으로 여러명이 부상을 입었으며 파마티나구에서 주택 여러 채가 붕괴되었고 교회 여러 채가 피해를 입었으며 산사태, 지반 균열, 일부 정전도 발생했다.                                    | -        | 일부     |
| 2일  | 인도네시아 서수마트라주 부키팅기 남남동쪽 14 km 지점                 | 4.6 | 10.0      | V    | 파당판장-타나다타르현 지역에서 1명이 부상을 입고 건물 4채가 피해를 입었다. | -        | 1        |
| 2일  | 칠레 마가야네스이데라안타르티카칠레나주, 우수아이아 남쪽 219 km 해역 | 7.4 | 10.0      | V    | 지진으로 남극 베르나즈키 연구기지에서 최대 14 cm의 쓰나미를 관측했다. | -        | -        |
| 2일  | 칠레 마가야네스이데라안타르티카칠레나주, 우수아이아 남쪽 288 km 해역 | 6.4 | 10.0      | IV   | 5시간 전 발생한 규모 M7.4 지진의 여진이다. | -        | -        |
| 3일  | 튀르키예 이스탄불주 실리브리 남쪽 28 km 해역                         | 3.6 | 15.0      | -    | 바흐첼리에블레르 지역에서 1명이 부상을 입고 건물 1채가 부분 붕괴되었다. | -        | 1        |
| 3일  | 인도네시아 고론탈로주 고론탈로 서쪽 165 km 해역                      | 6.0 | 108.4     | IV   | 포후와토현에서 1명이 부상을 입고 여러 주택과 건물이 붕괴되었으며 학교 1채가 피해를 입었다. 북고론탈로현에서는 전신주 1개가 붕괴되었다.                                                | -        | 1        |
| 5일  | 동태평양 해팽 남쪽 해역                                              | 6.0 | 10.0      | -    | - | -        | -        |
| 11일 | 인도네시아 아체주 블랑피데 동북동쪽 33 km 지점                       | 5.8 | 94.8      | V    | 지진으로 남아체현과 서남아체현에서 여러 주택과 도로가 파괴되었으며 건물 6채가 피해를 입었다.                                                                                          | -        | -        |
| 11일 | 중화인민공화국 티베트 자치구 르카쩌시 서쪽 124 km 지점               | 5.6 | 9.0       | VIII | 지진으로 라쯔현에서 여러 주택이 붕괴되었다. | -        | -        |
| 12일 | 멕시코 누에보레온주 헤네랄테란 동남동쪽 9 km 지점                    | 4.3 | 9.5       | V    | 몬테모렐로스에서 주택 1채가 붕괴되었고 건물 24채가 피해를 입었다. | -        | -        |
| 13일 | 이탈리아 캄파니아주 포추올리 서남쪽 2 km 지점                        | 4.4 | 10.0      | IV   | 포추올리 지역에서 건물 1채가 붕괴되었고 여러 건물이 피해를 입었으며 산사태도 발생했다.                                                                                                | -        | -        |
| 14일 | 그리스 남에게주 프리 남남동쪽 23 km 해역                             | 6.0 | 74.0      | VI   | - | -        | -        |
| 14일 | 통가 바바우 제도 네이아푸 서쪽 137 km 해역                           | 6.4 | 243.1     | IV   | - | -        | -        |
| 15일 | 튀르키예 콘야주 쿨루 동북동쪽 11 km 지점                             | 5.0 | 10.0      | VI   | 쿨루에서 지진으로 17명이 부상을 입고 주택 26채와 모스크 2채가 피해를 입었다. | -        | 17       |
| 17일 | 페루 아야쿠초주 산페드로 서쪽 6 km 지점                              | 6.0 | 92.1      | VI   | 카라벨리군-루카나스군 지역에서 여러 벽체가 붕괴되었고 건물 54채와 일부 도로가 파손되었으며 전력, 통신, 인터넷 연결이 일시적으로 끊어졌다.                                             | -        | -        |
| 17일 | 미얀마 만달레도 짜욱서 남남서쪽 24 km 지점                           | 5.1 | 10.0      | VI   | 2025년 미얀마 지진의 여진이다. 이 지진으로 만달레 지역에서 임시 텐트 위에 나무가 쓰러지는 사고가 발생해 2명이 사망했다.                                                               | 2        | -        |
| 18일 | 그리스 중앙그리스주 만두디 동쪽 4 km 지점                            | 4.4 | 10.0      | VI   | 만두디-프로코피 지역에서 주택 최소 3채가 붕괴되었고 박물관 1채와 학교 2채를 포함한 건물 84채 이상이 피해를 입었다.                                                                    | -        | -        |
| 19일 | 그리스 중앙그리스주 만두디 동쪽 8 km 지점                            | 4.5 | 12.4      | V    | 만두디-프로코피 지역에서 주택 최소 3채가 붕괴되었고 박물관 1채와 학교 2채를 포함한 건물 84채 이상이 피해를 입었다.                                                                    | -        | -        |
| 20일 | 파푸아뉴기니 동세픽주 앙고람 동북동쪽 88 km 지점                     | 6.5 | 10.0      | VII  | - | -        | -        |
| 20일 | 인도네시아 서자와주 수메당 동북동쪽 3 km 지점                        | 3.8 | 10.0      | -    | 수메당 지역에서 주택 1채가 붕괴되었고 모스크를 포함한 여러 건물이 피해를 입었다. | -        | -        |
| 21일 | 미얀마 만달레도 메이틸라 북북동쪽 19 km 지점                         | 3.4 | 10.0      | II   | 2025년 미얀마 지진의 여진이다. 이 지진으로 취약했던 만달레의 한 건물이 붕괴되었다. | -        | -        |
| 22일 | 그리스 크레타 엘룬다 북북동쪽 61 km 해역                             | 6.2 | 64.0      | VI   | 지진으로 이라클리오에서 여러 건물이 피해를 입고 발코니가 부분 붕괴되거나 벽체가 떨어지는 일이 발생했으며, 산사태도 일어났다. 이라클리오 고고학 박물관 전시품 4점이 떨어져 파손되었다. | -        | -        |
| 22일 | 인도네시아 븡쿨루주 븡쿨루 남쪽 22 km 해역                           | 5.7 | 68.1      | VI   | 지진으로 1명이 심장마비로 사망하고 2명이 부상을 입었다. 븡쿨루-븡투간 지역에서 주택 46채가 붕괴되었고 건물 362채가 피해를 입었다.                                                     | 1        | 2        |
| 23일 | 오스트레일리아 매쿼리섬 해역                                         | 6.1 | 10.0      | -    | - | -        | -        |
| 25일 | 통가 에우아섬 오호누아 남남서쪽 193 km 해역                          | 6.0 | 48.0      | III  | - | -        | -        |
| 27일 | 이란 코길루예부예르아마드주 데다슈트 북북서쪽 46 km 지점             | 5.1 | 10.0      | IV   | 지진으로 데다슈트에서 2명이 부상을 입고 주택 1천여채가 피해를 입었다. | -        | 2        |
| 27일 | 인도네시아 동남술라웨시주 라하 동남쪽 35 km 지점                     | 4.5 | 10.0      | VI   | 북부통현에서 어린이 1명이 부상을 입었고 건물 수 채와 주택 1채가 피해를 입었다. | -        | 1        |
| 30일 | 아프리카 서남부 해역                                                 | 6.2 | 10.0      | -    | - | -        | -        |
| 31일 | 일본 홋카이도 구시로시 남쪽 76 km 해역                               | 6.0 | 21.0      | IV   | - | -        | -        |
| 31일 | 뉴질랜드 커르머덱 제도 해역                                          | 6.1 | 10.0      | IV   | 대표적인 삼중지진의 예시이다. | -        | -        |
| 31일 | 뉴질랜드 커르머덱 제도 해역                                          | 6.0 | 10.0      | III  | 대표적인 삼중지진의 예시이다. | -        | -        |
| 31일 | 뉴질랜드 커르머덱 제도 해역                                          | 6.2 | 10.0      | III  | 대표적인 삼중지진의 예시이다. | -        | -        |

### 6월
| 날짜 | 진원 위치                                                | Mw  | 깊이 (km) | MMI  | 주석 | 사상자   | 사상자   |
| 날짜 | 진원 위치                                                | Mw  | 깊이 (km) | MMI  | 주석 | 사망자수 | 부상자수 |
| ---- | -------------------------------------------------------- | --- | --------- | ---- | --- | -------- | -------- |
| 1일  | 파키스탄 신드주 카라치 지역                              | 3.6 | 10.0      | -    | 가장 큰 군발지진이다. 말리르구의 한 교도소에서 지진으로 벽이 무너져 210명이 급하게 탈출하는 과정에서 죄수 1명이 사망했고 22명이 부상을 입었다. 카라치 지역의 주택 벽 일부가 무너졌다.                                             | 1        | 22       |
| 2일  | 튀르키예 물라주 이치멜레르 남쪽 5 km 지점                | 5.8 | 74.0      | V    | 페티예에서 1명이 사망했다. 물라 지역에서 75명이 부상을 입고 일부 모스크와 건물이 붕괴되었으며 수많은 주택이 파손되었다. 그리스 로도스섬에서도 여러 건물에 경미한 손상이 발생했다.                                                 | 1        | 75       |
| 4일  | 중화인민공화국 윈난성 얼위안현 북북서쪽 23 km 지점       | 5.0 | 10.0      | IV   | 얼위안현에서 주택 최소 179채가 붕괴되거나 파손되었으며, 도로 1곳이 붕괴되었고 다른 1곳에 산사태가 발생해 일시적으로 끊어졌다. | -        | -        |
| 5일  | 이탈리아 캄파니아주 캄피 플레그레이 지역                 | 3.2 | 3.0       | V    | 폼페이 고고학 공원 내에 있는 남방주택(Insula Meridionalis) 벽체 일부가 붕괴되었다. | -        | -        |
| 6일  | 칠레 아타카마주 디에고데알마그로 서남서쪽 52 km 지점     | 6.4 | 76.6      | VII  | 차냐랄-코피아포-디에고데알마그로-티에라아마리야-바예나르 지역에서 2명이 부상을 입고 주택 1채가 붕괴되었으며 건물 246채와 일부 도로가 손상을 입었다. 또한 상수도관 4곳이 파열되었고 정전 피해도 있었으며 곳곳에 산사태도 발생했다. | -        | 2        |
| 7일  | 그리스 아토스산 수도원 자치주 카리에스 서쪽 6 km 해역    | 5.3 | 10.0      | VII  | 카리에스 지역에서 1명이 부상을 입고 여러 수도원이 피해를 입었다. | -        | 1        |
| 7일  | 인도양 중앙 해령 서부 해역                               | 6.2 | 10.0      | -    | - | -        | -        |
| 8일  | 콜롬비아 쿤디나마르카주 파라테부에노 북북동쪽 16 km 지점 | 6.3 | 9.0       | VIII | 2025년 쿤디나마르카 지진 문서 참조. | -        | 31       |
| 11일 | 페루 람바예케주 하양카구 서북쪽 11 km 지점               | 5.0 | 71.8      | IV   | 하양카-모추미구에서 여러 주택이 붕괴되었고 주택 및 학교 106채가 손상을 입었다. | -        | -        |
| 13일 | 러시아 쿠릴 열도 해역                                    | 6.1 | 10.0      | IV   | - | -        | -        |
| 15일 | 페루 카야오주 카야오 서남서쪽 23 km 지점                 | 5.6 | 53.5      | V    | 2025년 카야오 지진 문서 참조. | 2        | 36       |
| 20일 | 이란 셈난주 셈난 서남쪽 36 km 지점                       | 5.1 | 10.0      | IV   | 소르케 지역에서 11명이 부상을 입고 여러 주택이 피해를 입었다. | -        | 11       |
| 21일 | 일본 홋카이도 네무로시 동남동쪽 83 km 해역               | 6.0 | 18.0      | V    | - | -        | -        |
| 24일 | 필리핀 다바오 지방 바간가 동쪽 366 km 해역               | 6.2 | 5.0       | III  | - | -        | -        |
| 25일 | 대서양 중앙 해령 남부 해역                               | 6.2 | 10.0      | -    | - | -        | -        |
| 27일 | 필리핀 다바오 지방 사랑가니 동남동쪽 71 km 해역          | 6.1 | 101.6     | IV   | - | -        | -        |
| 28일 | 스코샤해 해역                                            | 6.6 | 10.0      | -    | - | -        | -        |
| 28일 | 파키스탄 발루치스탄주 바르칸 북북동쪽 56 km 지점         | 5.3 | 10.0      | VI   | 바르칸구-무사켈구 지역에서 5명이 부상을 입고 주택 100여채와 학교 담장이 붕괴되었으며 여러 건축물이 피해를 입었다. | -        | 5        |

### 7월
| 날짜 | 진원 위치                                                            | Mw  | 깊이 (km) | MMI  | 주석 | 사상자   | 사상자   |
| 날짜 | 진원 위치                                                            | Mw  | 깊이 (km) | MMI  | 주석 | 사망자수 | 부상자수 |
| ---- | -------------------------------------------------------------------- | --- | --------- | ---- | --- | -------- | -------- |
| 2일  | 튀르키예 부르사 젬리크 북동쪽 5 km 지점                              | 4.2 | 10.0      | VI   | 세르디반 지역의 한 공장 지붕이 무너져 3명이 부상을 입었다. | -        | 3        |
| 4일  | 인도네시아 말루쿠주 아마하이 남남서쪽 26 km 지점                     | 4.9 | 34.0      | -    | 서세람군에서 가옥 2채 파괴, 494채 손상 피해가 일어났다. | -        | -        |
| 7일  | 뉴질랜드 사우스랜드 지방 리버턴 서남서쪽 212 km 해역                 | 6.3 | 22.0      | V    | - | -        | -        |
| 8일  | 과테말라 에스쿠인틀라주 산비센테파카야 북서쪽 3 km 지점              | 5.7 | 10.0      | VII  | 2025년 과테말라 지진 문서 참조. | 7        | 300      |
| 10일 | 인도 하리아나주 자자르 서쪽 7 km 지점                                | 4.5 | 10.0      | VII  | 메루트에서 흔들림으로 나무가 쓰러져 차량 2대를 덮쳐 2명이 사망하고 1명이 부상을 입었다. 자자르 지역에서 벽 하나가 무너지고 학교 한 곳이 손상을 입었다. | 2        | 1        |
| 14일 | []스페인]] 안달루시아주 산호세 남동쪽 21 km 해역                     | 5.2 | 10.0      | V    | 알메리아 공항의 지붕이 무너지고 우에르칼데알메리아의 자동차 대리점 천장이 떨어지는 피해를 입었다. | -        | -        |
| 14일 | 인도네시아 말루쿠주 투알 서남서쪽 173 km 해역                        | 6.7 | 65.7      | VI   | 서남말루쿠군에서 일부 도로 손상 피해를 입었다. 투알 지역에서 여러 정원과 도로가 손상되고, 산사태가 발생했으며, 해안선을 따라 모래 언덕과 산호 및 자갈 지형이 나타났다.                                                                                                  | -        | -        |
| 14일 | 인도네시아 중앙술라웨시주 마삼바 북동쪽 69 km 해역                   | 5.0 | 10.0      | V    | 포소군에서 가옥 38채 손상 피해를 입었다. | -        | -        |
| 14일 | 파나마 베라과스주 부리카 남쪽 206 km 해역                            | 6.2 | 10.0      | IV   | - | -        | -        |
| 15일 | 미얀마 만달레도 만달레 서쪽 1 km 지점                                | 4.7 | 32.0      | V    | 2025년 미얀마 지진의 여진이다. 차욱세군에서 충격으로 1명이 사망했다. | 1        | -        |
| 16일 | 미국 알래스카주 샌드포인트 남쪽 87 km 해역                           | 7.3 | 20.1      | VII  | 샌드포인트에서 6.1 cm 높이의 쓰나미를 관측했다. | -        | -        |
| 17일 | 인도네시아 동자와주 루마장 북동쪽 23 km 지점                         | 3.4 | 10.0      | -    | 프로볼링고군에서 주택 벽이 무너지고 최소 34개 구조물이 손상을 입었다. | -        | -        |
| 20일 | 러시아 캄차카 변경주 페트로파블롭스크캄차츠키 동쪽 142 km 해역       | 6.6 | 23.0      | V    | 21분 후 발생한 규모 7.4 지진의 전진이다. | -        | -        |
| 20일 | 러시아 캄차카 변경주 페트로파블롭스크캄차츠키 동쪽 145 km 해역       | 7.4 | 10.0      | VII  | 2025년 캄차카반도 지진의 전진이다. 페트로파블롭스크캄차츠키 지역 일부 병원과 진료소에 경미한 손상을 입었다. 칼락티르카 강 어귀에서 최대 1.53 m 높이의 쓰나미를 기록했다.                                                                                                | -        | -        |
| 20일 | 러시아 캄차카 변경주 페트로파블롭스크캄차츠키 동쪽 151 km 해역       | 6.6 | 10.0      | V    | 한 시간도 안 되어 발생한 규모 7.4 지진의 여진이다. | -        | -        |
| 20일 | 러시아 캄차카 변경주 페트로파블롭스크캄차츠키 동쪽 147 km 해역       | 6.6 | 9.4       | V    | 한 시간도 안 되어 발생한 규모 7.4 지진의 여진이다. | -        | -        |
| 20일 | 러시아 캄차카 변경주 페트로파블롭스크캄차츠키 동쪽 166 km 해역       | 6.0 | 10.0      | IV   | 한 시간도 안 되어 발생한 규모 7.4 지진의 여진이다. | -        | -        |
| 20일 | 미국 알래스카주 샌드포인트 남남동쪽 92 km 해역                       | 6.2 | 40.0      | V    | 7월 16일 발생한 규모 7.3 지진의 여진이다. | -        | -        |
| 22일 | 러시아 캄차카 변경주 페트로파블롭스크캄차츠키 동남동쪽 150 km 해역   | 6.0 | 13.1      | IV   | 7월 20일 발생한 규모 7.4 지진의 여진이다. | -        | -        |
| 23일 | 인도네시아 고론탈로주 고론탈로 서쪽 109 km 해역                      | 6.3 | 144.6     | V    | - | -        | -        |
| 24일 | 인도네시아 중앙술라웨시주 포소 남쪽 66 km 해역                       | 5.6 | 34.7      | VI   | 포소군에서 4명아 부상을 입고 가옥 106채, 유치원 1곳, 교회 1곳 손상을 입었으며 전력 및 통신 두절 피해가 발생했다. | -        | 4        |
| 24일 | 러시아 캄차카 변경주 페트로파블롭스크캄차츠키 동쪽 167 km 해역       | 6.1 | 10.0      | IV   | 7월 20일 발생한 규모 7.4 지진의 여진이다. | -        | -        |
| 24일 | 통가 니우아 제도 마타우투 해역                                       | 6.6 | 314.2     | IV   | - | -        | -        |
| 25일 | 오스트레일리아 매쿼리섬 서쪽 해역                                    | 6.2 | 10.0      | -    | 7월 28일 발생한 규모 6.9 지진의 전진이다. | -        | -        |
| 26일 | 오스트레일리아 매쿼리섬 해역                                         | 6.2 | 10.0      | -    | 7월 28일 발생한 규모 6.9 지진의 전진이다. | -        | -        |
| 28일 | 브루나이 루몽게주 루몽게 북서쪽 29 km 지점                           | 5.1 | 10.0      | IV   | 르완다, 기춤비구의 한 학교에서 압사 사고가 발생해 학생 14명이 부상을 입었다. | -        | 14       |
| 28일 | 인도 안다만 니코바르 제도 해역                                       | 6.5 | 10.0      | V    | - | -        | -        |
| 28일 | 오스트레일리아 매쿼리섬 해역                                         | 6.9 | 31.0      | IV   | - | -        | -        |
| 29일 | 피지 제도 남쪽 해역                                                  | 6.6 | 575.0     | II   | - | -        | -        |
| 29일 | 과테말라 후티아파주 헤레스 서북서쪽 3 km 지점                        | 5.6 | 7.7       | VII  | 코마파-후티아파 지역에서 2명 사망, 25명 부상이 발생했고 최소 62채 주택과 교회 1곳 손상 또는 파괴되었으며 정전 피해도 발생했다. 엘살바도르의 아우아차판-찰추아파 지역에서 1명이 부상을 입고 여러 구조물 붕괴되었으며 1,000채 이상 주택, 교회 2곳, 학교 1곳이 손상되었다. | 2        | 26       |
| 29일 | 러시아 캄차카 변경주 페트로파블롭스크캄차츠키 동남동쪽 119 km 해역   | 8.8 | 20.7      | VIII | 2025년 캄차카반도 지진 문서 참조. | 1        | 4        |
| 30일 | 러시아 캄차카 변경주 페트로파블롭스크캄차츠키 동남쪽 147 km 해역     | 6.9 | 10.0      | V    | 2025년 캄차카반도 지진의 여진이다. | -        | -        |
| 30일 | 러시아 캄차카 변경주 빌류친스크 동남쪽 131 km 해역                   | 6.3 | 10.0      | IV   | 2025년 캄차카반도 지진의 여진이다. | -        | -        |
| 30일 | 러시아 캄차카 변경주 세베로쿠릴스크 동남동쪽 143 km 해역             | 6.4 | 10.0      | IV   | 2025년 캄차카반도 지진의 여진이다. | -        | -        |
| 31일 | 러시아 캄차카 변경주 세베로쿠릴스크 동남쪽 220 km 해역               | 6.2 | 10.0      | IV   | 2025년 캄차카반도 지진의 여진이다. | -        | -        |
| 31일 | 칠레 리베르타도르헤네랄베르나르도오이긴스주 마찰리 동북쪽 28 km 지점 | 5.0 | 10.0      | VI   | 지진으로 엘테니엔테 광산이 붕괴되어 6명이 사망하고 6명이 부상을 입었다. | 6        | 9        |

### 8월
| 날짜 | 진원 위치                                                | Mw  | 깊이 (km) | MMI  | 주석 | 사상자   | 사상자   |
| 날짜 | 진원 위치                                                | Mw  | 깊이 (km) | MMI  | 주석 | 사망자수 | 부상자수 |
| ---- | -------------------------------------------------------- | --- | --------- | ---- | --- | -------- | -------- |
| 1일  | 러시아 캄차카 변경주 세베로쿠릴스크 동남동쪽 213 km 해역 | 6.1 | 10.0      | IV   | 2025년 캄차카 지진의 여진이다.                                                                                    | -        | -        |
| 2일  | 러시아 캄차카 변경주 빌류친스크 남남동쪽 166 km 해역     | 6.0 | 20.5      | IV   | 2025년 캄차카 지진의 여진이다.                                                                                    | -        | -        |
| 2일  | 멕시코 오아하카주 산일데폰소비야알타 동북동쪽 1 km 지점  | 5.8 | 57.4      | V    | 오아하카-산파블로우이트소 지역에서 2명이 부상을 입고 여러 건물이 피해를 입었으며 언덕 지역에서 산사태가 발생했다. | -        | 2        |
| 3일  | 태평양-남극 해령                                         | 6.4 | 10.0      | VIII | - | -        | -        |
| 3일  | 러시아 캄차카 변경주 세베로쿠릴스크 동쪽 118 km 해역     | 6.8 | 35.0      | VII  | 2025년 캄차카 지진의 여진이다.                                                                                    | -        | -        |
| 4일  | 러시아 캄차카 변경주 세베로쿠릴스크 남쪽 212 km 해역     | 6.2 | 10.0      | IV   | 2025년 캄차카 지진의 여진이다.                                                                                    | -        | -        |
| 9일  | 러시아 캄차카 변경주 세베로쿠릴스크 동남동쪽 267 km 해역 | 6.0 | 10.0      | -    | 2025년 캄차카 지진의 여진이다.                                                                                    | -        | -        |
| 10일 | 튀르키예 발리케시르주 비가디치 남남서쪽 10 km 지점       | 6.1 | 10.0      | IX   | 2025년 비가디치 지진 문서 참조.                                                                                   | 1        | 52       |

## 같이 보기
- 연도별 지진 목록